# رايموند ر. شوماخر
رايموند ر. شوماخر (بالإنجليزية: Raymond R. Schumacher)‏ هو لاعب كرة قدم أمريكية ومهندس أمريكي، ولد في 1924، وتوفي في 1973.